# Stourton, Staffordshire
Stourton är en by i Staffordshire, England. Byn är belägen 3 km från Kinver. Orten har 518 invånare (2018).